# Impatiens andersonii
Impatiens andersonii är en balsaminväxtart som beskrevs av Joseph Dalton Hooker. Impatiens andersonii ingår i släktet balsaminer, och familjen balsaminväxter. Inga underarter finns listade i Catalogue of Life.